# عبد النور زمور
 عبد النور زمور (1952 الجزائر) هو لاعب كرة قدم جزائري.